# Perania nigra
Perania nigra là một loài nhện trong họ Tetrablemmidae.
Loài này thuộc chi Perania. Perania nigra được Tord Tamerlan Teodor Thorell miêu tả năm 1890.